# Бъзкокс (група)
„Бъзкокс“ (на английски: Buzzcocks) са английска пънк рок група от град Болтън в Англия, сформирана през 1976 г. и съществуваща.
Вокалистът на Бъзкокс се нарича Пийт Шели и е бил начело на групата почти през цялата ѝ история, свири и на китара. Групата е основана също и от вокалистът Хауърд Девото, който напуска скоро след нейното съзаване, за да сформира друга група – „Магазин“.
Считани са за едни от важните групи за развитието на манчестърската музикална сцена, на движението за независимо звукозаписване, на пънк рока, пауър поп и инди рока. Зад търговския им успех стоят сингли, в които се смесват поп майсторство и стихийна енергия. Тези сингли влизат в Singles Going Steady, описван от критика Нед Раджет като „пънк шедьовър“.

## Албуми
- Another Music in a Different Kitchen (1978)
- Love Bites (1978)
- A Different Kind of Tension (Различен вид напрежение) (1979)
- Trade Test Transmissions (1993)
- All Set (1996)
- Modern (Модерен) (1999)
- Buzzcocks (Бъзкокс) (2003)
- Flat-Pack Philosophy (2006)